# 영진닷컴
영진닷컴은 대한민국의 실용서 출판사이다. 1987년 영진출판사로 출판사업을 시작하였으며, 2000년 영진닷컴으로 상호변경하였다.
'이기적(이렇게 기막힌 적중률)' 수험서 시리즈와 다양한 분야의 단행본 도서들을 출간하고 있다.

## 출간서적
- IT, 컴퓨터 분야 서적, 교재
- IT 자격증 수험서 (컴퓨터활용능력, 정보처리기사 등)
- 컴퓨터그래픽
- 데이터분석
- 요리
- 운전면허
- 경영, 경제
- 외국어
- 기타 실용서